# Rainer Castor
Rainer Castor (* 4. Juni 1961 in Andernach; † 22. September 2015 ebenda) war ein deutscher Science-Fiction-Autor für die Perry-Rhodan-Serie. Aber auch mit seinem Roman Der Blutvogt erregte er positive Aufmerksamkeit. Besonders erwähnenswert sind die detaillierten technischen Ausführungen in seinen Romanen.

## Biographie
Rainer Castor war ausgebildeter Baustoffprüfer, sein Studium des Bauingenieurwesens brach er jedoch nach wenigen Semestern ab. Einige Zeit war er Soldat und arbeitete als Auslieferungsfahrer, später war er für eine Stadtratsfraktion und einen Landtagsabgeordneten tätig. In den 1980er-Jahren widmete er sich neben einem Brotjob als Verwaltungsangestellter bei einer Bildungseinrichtung seiner Leidenschaft, der Schriftstellerei.
Anfang der 1980er Jahre begegnete er Hanns Kneifel, der Castors Talent erkannte und ihn zu seinem Mitarbeiter machte. Kurz darauf veröffentlichte er sein erstes Taschenbuch. Nur kurze Zeit danach folgten die ersten Heftromane.
Ab Juni 1997 war er ausschließlich freiberuflicher Schriftsteller. Rainer Castor starb 2015 an einem Herzinfarkt.

## Bibliographie

### Perry-Rhodan-Romane
- Materia (#1973); Perry Rhodan digital, Rastatt 2014, ISBN 978-3-8453-2979-6.
- Hetzjagd am Black Hole (#1974); Perry Rhodan digital, Rastatt 2014, ISBN 978-3-8453-1973-5.
- Kampf der Giganten (#1986); Perry Rhodan digital, Rastatt 2014, ISBN 978-3-8453-1985-8.
- Vorstoß in den Kessel (#1993); Perry Rhodan digital, Rastatt 2014, ISBN 978-3-8453-1992-6.
- Blockadegeschwader (#2003); Perry Rhodan digital, Rastatt 2014, ISBN 978-3-8453-2002-1.
- Die Neue USO (#2012); Perry Rhodan digital, Rastatt 2014, ISBN 978-3-8453-2011-3.
- Operation Stiller Riese (#2028); Perry Rhodan digital, Rastatt 2014, ISBN 978-3-8453-2027-4.
- Traumzeit (#2039); Perry Rhodan digital, Rastatt 2014, ISBN 978-3-8453-2038-0.
- Insel des Friedens (#2048); Perry Rhodan digital, Rastatt 2014, ISBN 978-3-8453-2047-2.
- Portal-Installateure (#2062); Perry Rhodan digital, Rastatt 2014, ISBN 978-3-8453-2061-8.
- Die Dunkle Null (#2077); Perry Rhodan digital, Rastatt 2014, ISBN 978-3-8453-2076-2.
- Rebellen am Schemmenstern (#2089); Perry Rhodan digital, Rastatt 2014, ISBN 978-3-8453-2088-5.
- Hinter dem Kristallschirm (#2098); Perry Rhodan digital, Rastatt 2014, ISBN 978-3-8453-2097-7.
- Anguelas Auge (#2115); Perry Rhodan digital, Rastatt 2014, ISBN 978-3-8453-2114-1.
- Signalkode Feuerblume (#2126); Perry Rhodan digital, Rastatt 2014, ISBN 978-3-8453-2125-7
- Im Reich der Aarus (#2142); Perry Rhodan digital, Rastatt 2014, ISBN 978-3-8453-2141-7. (mit Uwe Anton)
- Gegen die Fensterstation (#2143); Perry Rhodan digital, Rastatt 2014, ISBN 978-3-8453-2142-4 (mit Uwe Anton)
- Hypersturm (#2162); Perry Rhodan digital, Rastatt 2014, ISBN 978-3-8453-2161-5.
- Objekt Armaire (#2180); Perry Rhodan digital, Rastatt 2014, ISBN 978-3-8453-2179-0.
- Rettungsplan Stimulation (#2193); Perry Rhodan digital, Rastatt 2014, ISBN 978-3-8453-2192-9.
- Praetoria (#2211); Perry Rhodan digital, Rastatt 2014, ISBN 978-3-8453-2210-0.
- Terraner als Faustpfand (#2225); Perry Rhodan digital, Rastatt 2014, ISBN 978-3-8453-2224-7.
- Verrat auf der Kristallwelt (#2239); Perry Rhodan digital, Rastatt 2014, ISBN 978-3-8453-2238-4.
- Sonderschaltung Tanta (#2368); Perry Rhodan digital, Rastatt 2014, ISBN 978-3-8453-2367-1.
- Operation Hathorjan (#2515); Perry Rhodan digital, Rastatt 2011, ISBN 978-3-8453-2514-9.
- Einsatzkommando Infiltration (#2568); Perry Rhodan digital, Rastatt 2011, ISBN 978-3-8453-2567-5.
- Tor nach Terra (#2576); Perry Rhodan digital, Rastatt 2011, ISBN 978-3-8453-2575-0.
- Das Drachenblut-Kommando (#2769); Perry Rhodan digital, Rastatt 2014, ISBN 978-3-8453-2768-6.
- Konterplan der Rayonen (#2817); Perry Rhodan digital, Rastatt 2015, ISBN 978-3-8453-2816-4.

### Perry-Rhodan-Taschenbücher
- Für Arkons Ehre (#396), Heyne Verlag, München 1996, ISBN 3-453-09195-7.
- Die Macht des Goldenen (#402), Heyne, München 1996, ISBN 3-453-09867-6.
- Das Versteck der Sternengarde (#411), BSV, Nürnberg 1998, ISBN 3-932234-57-X.

### Traversan-Zyklus
- Der Fürst von Camlo (#4)
- Der letzte Mann der OSA MARIGA (#6)
- Finale für Traversan (#12)

### Centauri-Zyklus
- Der Tamrat (#11)

### Atlan-Bücher
Als Autor:
- Imperator von Arkon (#14); Pabel, Rastatt 1999, ISBN 3-8118-1513-X.
- Monde des Schreckens (#15); Pabel, Rastatt 1999, ISBN 3-8118-1514-8.
- Juwelen der Sterne (#16); Pabel, Rastatt 2000, ISBN 3-8118-1515-6.

Als Bearbeiter: Sämtliche Bände ab Band 17 bis zur Einstellung der Buchausgabe mit Band 45 (für eine Liste siehe die Auflistung der Atlan-Hardcover im entsprechenden Artikel).

### Sonstige
- Der Blutvogt. Roman aus dem mittelalterlichen Berlin.  Nach einem Stoff von Klaus Gensicke. Herausgegeben von Hanns Kneifel. Haffmans, Zürich 1997, ISBN 3-251-00330-5; als Taschenbuch: Heyne, München 2005, ISBN 978-3-453-47029-3.
- Gea, die vergessene Welt. Science-Fiction-Roman. Blitz, Windeck 1998, ISBN 3-932171-11-X (= Blitz – phantastische Romane, Band 11).